# Ernie Chamberlain
Ernest Ernie Patrick Chamberlain ist ein australischer Linguist, Historiker und Brigadegeneral, der sich seit 1998 im Ruhestand befindet.

## Werdegang
Chamberlain ist Linguist für Vietnamesisch und kann sich auch in Khmer verständigen. Er war 36 Jahre Soldat der Australian Army. So war er während des Vietnamkrieges an der Auswertung vietnamesischer Dokumente beteiligt. Von 1991 bis 1993 diente er als Militärattaché (Defence Attache) in Phnom Penh und danach in Jakarta. Nach seiner Pensionierung arbeitete er von 1999 bis 2006 für die Vereinten Nationen in Osttimor und war unter anderem von 2004 bis 2005 strategischer Berater von Verteidigungsminister Roque Rodrigues und Armeechef Taur Matan Ruak.
Chamberlain verfasste mehrere Bücher und Artikel über die politische Geschichte Osttimors. Er setzte sich für eine Würdigung der timoresischen Unterstützung für australische Truppen bei der Schlacht um Timor im Zweiten Weltkrieg ein, hatte damit aber keinen Erfolg.

## Veröffentlichungen (Auswahl)
- The Battle of Long Tan: NVA/VC Forces - Revisited.
- Forgotten Men: Timorese in Special Operations during World War II
- Rebellion, Defeat and Exile: The 1959 Uprising in East Timor Rebellion
- The Struggle in Iliomar: Resistance in rural East Timor, 2017